# آستریکس و اوبلیکس ایکس‌ایکس‌ال
آستریکس و اوبلیکس ایکس ایکس ال (به فرانسوی: Astérix & Obelix XXL) یک بازی ویدئویی در ژانر اکشن و ماجراجویی است که توسط آتاری اس ای برای پلی استیشن دو، گیم کیوب و گیم بوی ادونس در سال ۲۰۰۴ منتشر شد. این بازی اقتباسی از کمیک استریپ‌های آستریکس و اوبلیکس اثر آلبر اودرزو و رنه گوسینی می‌باشد. تنها نسخه پلی استیشن دو، با نام آستریکس و اوبلیکس: لگد بوتیکس (به انگلیسی: Asterix & Obelix: Kick Buttix) در آمریکا منتشر شد. داستان این بازی حول محور شخصیت‌های اصلی و جنگیدن آن‌ها با ارتش روم به رهبری جولیوس سزار است.

## گیم پلی
این بازی با تعویض بین شخصیت‌های اصلی داستان، آستریکس و اوبلیکس شکل می‌گیرد که بازیکن باید در قالب هر شخصیتی وظایف خاص خود را انجام دهد. مانند تخریب جعبه‌های فلزی، روشن کردن مشعل و منفجر کردن دینامیت. همچنین این بازی تماماً اکشن و جنگ با رومی‌ها و وایکینگ‌ها می‌پردازد.

## بازخوردها
| گردآورنده | امتیاز |
| --------- | ------ |
| متاکریتیک | 59/100 |

| ناشر          | امتیاز |
| ------------- | ------ |
| ۴پلیرز        | 66%    |
| گیم‌اسپات      | 5.4/10 |
| آی‌جی‌ان        | 6.7/10 |
| Jeuxvideo.com | 12/20  |

## ریمستر
این بازی در سال ۲۰۲۰، برای پلی استیشن ۴، نینتندو سوییچ و آی‌اواس و ایکس باکس وان و در سال ۲۰۲۲ برای پلی استیشن ۵ ریمستر شد که گرافیک، دوربین و موسیقی ارتقا یافت.

## دنباله
دنباله این بازی در سال ۲۰۰۶ تحت عنوان آستریکس و اوبلیکس ایکس ایکس ال ۲ برای پلی استیشن دو و مایکروسافت ویندوز منتشر شد که گیم پلی تغییر چندانی نکرده بود اما گرافیک ارتقا پیدا کرده بود. قسمت دوم این بازی هم برای کنسول‌های نسل هشتم و نهم ریمستر شد.